# Mistrovství světa v biatlonu 2024 – vytrvalostní závod žen
Vytrvalostní závod žen na Mistrovství světa v biatlonu 2024 se konal v úterý 13. února v Novém Městě na Moravě na biatlonovém stadionu Vysočina Arena. Závod odstartoval v 17:10 hodin středoevropského času. Do závodu nastoupilo 92 žen.
Obhájkyní prvenství byla Švédka Hanna Öbergová, která po třech chybách dojela šestnáctná. Úřadující olympijskou vítězkou z této disciplíny byla Němka Denise Herrmannová-Wicková, která na konci předcházející sezóny ukončila kariéru.
Vítězkou se stala zásluhou čisté střelby Italka Lisa Vittozziová. Ve 29 letech získala svůj první individuální titul mistryně světa – před tím triumfovala pouze jako členka italské ženské štafety o rok dříve v Oberhofu. Celkově se jednalo o její jubilejní desátou medaile v na světovém šampionátu v kariéře. Zlatem zkompletovala sadu všech cenných kovů na mistrovství světa v této disciplíně, když navázala na pět let staré stříbro z Östersundu a rok starý bronz z Oberhofu. Na mistrovství světa triumfovala v této disciplíně jako druhá Italka v historii po Dorothee Wiererové, která to dokázala v roce 2020. Na probíhajícím mistrovství získala po stříbru ze stíhacího závodu druhý cenný kov.
Druhé místo obsadila Němka Janina Hettichová-Walzová, která zaznamenala svůj nejlepší individuální výsledek v kariéře – před závodem ve  světovém poháru ani na mistrovství světa nikdy nestála mimo štafetové závody na stupních vítězů, když nejlépe dojela pátá ve vytrvalostním závodě v Anterselvě v lednu 2021, v kolektivní závodech získala stříbrnou medaili v závodě ženských štafet na Mistrovství světa 2021. Stupně vítězů doplnila Francouzka Julia Simonová, pro kterou to po třech triumfech ve třech dosavadních závodech na probíhajícím mistrovství byla první bronzová medaile.

## Průběh závodu
Závod probíhal za polojasného počasí a jen velmi mírného větru. Po druhé střelbě se do čela průběžného pořadí dostala nejdříve Němka Vanessa Voigtová, která startovala mezi prvními a střílela obě položky čistě. Před ní se posunula stejně střílející a rychleji běžící Italka Lisa Vittozziová. Tu pak předstihly také bezchybně střílející Francouzky Lou Jeanmonnotová a Julia Simonová. Za Simonovou se na druhé místo později zařadila další Němka Janina Hettichová-Walzová. Stejná situace se opakovala i po třetí střelbě – v průběžném pořadí tedy byla stále první Simonová. Ta však při poslední střelbě nezasáhla jeden terč a dostala se před ní Vittozziová, která nakonec v závodě zvítězila. Před Simonovou se posunula Hettichová-Walzová, která sice v posledním kole zpomalovala, ale dojela do cíle deset vteřin před Simonovou, která tak skončila třetí. Překvapením bylo čtvrté místo další Němky Seleny Grotianové, která se dostala před svou krajankou Voigtovou především díky rychlejší střelbě. Nepříjemným překvapením byl naopak výsledek norských biatlonistek – nejlepší z nich byla obhájkyně titulu Ingrid Landmark Tandrevoldová, která dojela na 27. místě. Estonka Tuuli Tomingasová se díky pouhým dvěma střeleckým chybám a rychlému běhu udržovala v první dvacítce průběžného pořadí v cíli. Později byla ale diskvalifikována. Důvodem bylo porušení pravidel, když měla při střelecké položce vstoje šlápnout na poutko běžecké hole, čímž porušila pravidla, která při střelbě zakazují mít jakékoli předměty pod lyží.

Z českých biatlonistek byla nejlepší Jessica Jislová, která dosáhla sice jen průměrného běžeckého času, ale udělala jen jednu chybu při první střelbě vstoje a dojela na 12. místě. „Dneska si to všechno sedlo. Měla jsem konečně fajn lyže,“ pochavlovala si v cíli.Jislová tak zaznamenala svůj vůbec nejlepší výsledek na mistrovství v kariéře, když předtím byla nejlépe 41. ve sprintu v Oslu 2016. Markéta Davidová běžela rychle a první střelbu zvládla bezchybně, ale při každé další střelecké položce nezasáhla po jednom terči a skončila dvacátá. Tereza Voborníková a Lucie Charvátová udělaly pět a sedm střeleckých chyb a dojely na 52. a 71. místě.

## Výsledky
| Pořadí | č. | závodnice                         | stát                   | střelba (L+S+L+S) | čas     | ztráta   |
| --- | -- | --------------------------------- | ---------------------- | ----------------- | ------- | -------- |
| Zlatá medaile | 10 | Lisa Vittozziová                  | Itálie                 | 0 (0+0+0+0)       | 40:02,9 |          |
| Stříbrná medaile | 29 | Janina Hettichová-Walzová         | Německo                | 0 (0+0+0+0)       | 40:23,4 | +20,5    |
| Bronzová medaile | 16 | Julia Simonová                    | Francie                | 1 (0+0+0+1)       | 40:32,5 | +29,6    |
| 4. | 34 | Selina Grotianová                 | Německo                | 0 (0+0+0+0)       | 41:04,0 | +1:01,1  |
| 5. | 4  | Vanessa Voigtová                  | Německo                | 0 (0+0+0+0)       | 41:09,1 | +1:06,2  |
| 6. | 14 | Lou Jeanmonnotová                 | Francie                | 1 (0+0+0+1)       | 41:13,5 | +1:10,6  |
| 7. | 25 | Justine Braisazová-Bouchetová     | Francie                | 3 (0+2+0+1)       | 41:28,7 | +1:25,8  |
| 8. | 63 | Chrystyna Dmytrenková             | Ukrajina               | 0 (0+0+0+0)       | 42:13,0 | +2:10,1  |
| 9 | 49 | Mona Brorssonová                  | Švédsko                | 1 (0+0+0+1)       | 42:13,6 | +2:10,7  |
| 10. | 56 | Linn Perssonová                   | Švédsko                | 1 (0+0+0+1)       | 42:19,6 | +2:16,7  |
| 11. | 23 | Deedra Irwinová                   | Spojené státy americké | 1 (1+0+0+0)       | 42:57,3 | +2:54,4  |
| 12. | 61 | Jessica Jislová                   | Česko                  | 1 (0+1+0+0)       | 43:03,9 | +3:01,0  |
| 13. | 50 | Regina Ermitsová                  | Estonsko               | 2 (1+1+0+0)       | 43:08,6 | +3:05,7  |
| 14. | 13 | Dorothea Wiererová                | Itálie                 | 2 (1+0+0+1)       | 43:11,4 | +3:08,5  |
| 15. | 18 | Franziska Preussßová              | Německo                | 2 (1+0+0+1)       | 43:11,5 | +3:08,6  |
| 16. | 12 | Hanna Öbergová (g)                | Švédsko                | 3 (1+2+0+0)       | 43:15,7 | +3:12,8  |
| 17. | 20 | Lena Häckiová-Großová (r)         | Švýcarsko              | 3 (1+1+0+1)       | 43:26,3 | +3:23,4  |
| 18. | 11 | Lotte Lieová                      | Belgie                 | 2 (0+1+0+1)       | 43:29,9 | +3:27,0  |
| 19. | 67 | Anna Gandlerová                   | Rakousko               | 2 (0+1+0+1)       | 43:36,3 | +3:33,4  |
| 20. | 3  | Markéta Davidová                  | Česko                  | 3 (0+1+1+1)       | 43:37,1 | +3:34,2  |
| 21. | 36 | Samuela Comolová                  | Itálie                 | 1 (0+1+0+0)       | 43:38,0 | +3:35,1  |
| 22. | 5  | Lisa Theresa Hauserová            | Rakousko               | 2 (0+1+0+1)       | 43:39,3 | +3:36,4  |
| 23. | 28 | Suvi Minkkinenová                 | Finsko                 | 2 (0+0+1+1)       | 44:05,6 | +4:02,7  |
| 24. | 57 | Galina Višněvská-Šeporenková      | Kazachstán             | 0 (0+0+0+0)       | 44:10,0 | +4:07,1  |
| 25. | 27 | Anna Magnussonová                 | Švédsko                | 4 (1+1+1+1)       | 44:27,1 | +4:24,2  |
| 26. | 91 | Anna Kryvonosová                  | Ukrajina               | 1 (0+0+0+1)       | 44:27,3 | +4:24,4  |
| 27. | 7  | Ingrid Landmark Tandrevoldová (y) | Norsko                 | 3 (0+3+0+0)       | 44:32,2 | +4:29,3  |
| 28. | 47 | Anastasija Merkušinová            | Ukrajina               | 3 (0+0+1+2)       | 44:38,2 | +4:35,3  |
| 29. | 22 | Juni Arnekleivová                 | Norsko                 | 3 (1+1+1+0)       | 44:39,9 | +4:37,0  |
| 30. | 2  | Elvira Öbergová (b)               | Švédsko                | 4 (0+1+1+2)       | 44:43,1 | +4:40,2  |
| 31. | 33 | Jekatěrina Avvakumovová           | Jižní Korea            | 2 (0+0+2+0)       | 44:43,7 | +4:40,8  |
| 32. | 30 | Gilonne Guigonnatová              | Francie                | 3 (0+2+0+1)       | 44:44,4 | +4:41,5  |
| 33. | 55 | Maya Cloetensová                  | Belgie                 | 2 (1+0+0+1)       | 44:45,0 | +4:50,1  |
| 34. | 6  | Valentina Dimitrová               | Bulharsko              | 2 (2+0+0+0)       | 44:57,1 | +4:54,2  |
| 35. | 64 | Eve Bouvardová                    | Belgie                 | 3 (0+2+1+0)       | 45:06,5 | +5:03,6  |
| 36. | 75 | Anna Mąková                       | Polsko                 | 3 (1+2+0+0)       | 45:07,5 | +5:04,6  |
| 37. | 86 | Lea Rothschopfová                 | Rakousko               | 3 (0+1+0+2)       | 45:12,1 | +5:09,2  |
| 38. | 8  | Anastasia Tolmachevová            | Rumunsko               | 3 (0+1+0+2)       | 45:18,7 | +5:15,8  |
| 39. | 21 | Julija Džymová                    | Ukrajina               | 3 (0+0+0+3)       | 45:25,0 | +5:22,1  |
| 40. | 19 | Joanna Jakiełová                  | Polsko                 | 4 (0+1+1+2)       | 45:27,6 | +5:24,7  |
| 41. | 85 | Emma Lunderová                    | Kanada                 | 3 (1+1+1+0)       | 45:30,2 | +5:27,3  |
| 42. | 76 | Chloe Levinsová                   | Spojené státy americké | 1 (0+0+0+1)       | 45:32,5 | +5:29,6  |
| 43. | 24 | Lidiia Zhurauskaiteová            | Litva                  | 3 (0+3+0+0)       | 45:35,9 | +5:33,0  |
| 44. | 41 | Lora Hristovová                   | Bulharsko              | 4 (0+2+0+2)       | 45:37,8 | +5:34,9  |
| 45 | 79 | Polona Klemenčičová               | Slovinsko              | 4 (0+2+1+1)       | 45:49,3 | +5:46,4  |
| 46. | 32 | Aita Gasparinová                  | Švýcarsko              | 3 (1+0+2+0)       | 45:50,8 | +5:47,9  |
| 47. | 59 | Natalia Sidorowiczová             | Polsko                 | 4 (0+1+2+1)       | 45:54,6 | +5:51,7  |
| 48. | 66 | Venla Lehtonenová                 | Finsko                 | 3 (0+2+1+0)       | 46:06,8 | +6:03,9  |
| 49. | 39 | Tamara Steinerová                 | Rakousko               | 3 (0+0+1+2)       | 46:23,4 | +6:20,5  |
| 50. | 65 | Elisa Gasparinová                 | Švýcarsko              | 2 (1+0+0+1)       | 46:31,0 | +6:28,1  |
| 51. | 1  | Amy Basergová                     | Švýcarsko              | 4 (0+3+0+1)       | 46:31,2 | +6:28,3  |
| 52. | 43 | Tereza Voborníková                | Česko                  | 5 (1+1+1+2)       | 46:33,5 | +6:30,6  |
| 53. | 92 | Júlia Machyniaková                | Slovensko              | 3 (1+1+0+1)       | 46:38,3 | +6:35,4  |
| 54. | 53 | Noora Kaisa Keranenová            | Finsko                 | 2 (1+0+0+1)       | 46:50,4 | +6:47,5  |
| 55. | 46 | Natalja Kočerginová               | Litva                  | 4 (0+2+1+1)       | 46:54,1 | +6:51,2  |
| 56. | 77 | Benita Pfeifferová                | Kanada                 | 3 (0+2+0+1)       | 47:00,0 | +6:57,1  |
| 57. | 35 | Emily Dicksonová                  | Kanada                 | 3 (0+0+2+1)       | 47:05,9 | +7:03,0  |
| 58. | 26 | Anamarija Lampičová               | Slovinsko              | 8 (2+2+3+1)       | 47:07,2 | +7,04,3  |
| 59. | 82 | Darja Virolajnenová               | Finsko                 | 4 (1+1+0+2)       | 47:08,8 | +7:05,9  |
| 60. | 38 | Anika Kozicová                    | Chorvatsko             | 4 (0+1+1+2)       | 47:12,7 | +7:09,8  |
| 61. | 15 | Nadia Moserová                    | Kanada                 | 4 (0+1+2+1)       | 47:14,2 | +7:11,3  |
| 62. | 73 | Susan Külmová                     | Estonsko               | 6 (0+2+2+2)       | 47:20,9 | +7:18,0  |
| 63. | 62 | Aliona Makarovová                 | Moldavsko              | 4 (1+2+1+0)       | 47:37:0 | + 7:34,1 |
| 64. | 72 | Judita Traubaiteová               | Litva                  | 5 (1+1+0+3)       | 47:38,0 | +7:35,1  |
| 65. | 31 | Ukaleq Astri Slettemarková        | Grónsko                | 2 (0+1+0+1)       | 47:38,3 | +7:35,4  |
| 66. | 78 | Olga Poltoraninová                | Kazachstán             | 2 (0+1+1+0)       | 47:41,2 | +7:38,3  |
| 67. | 37 | Baiba Bendiková                   | Lotyšsko               | 8 (1+4+2+1)       | 47:49,9 | +7:46,2  |
| 68. | 9  | Marit Ishol Skoganová             | Norsko                 | 6 (1+4+0+1)       | 47:49,9 | +7:47,0  |
| 69. | 87 | Sandra Buliņová                   | Lotyšsko               | 4 (2+2+0+0)       | 47:54,8 | +7:51,9  |
| 70. | 60 | Maria Zdravkovová                 | Bulharsko              | 3 (1+1+0+1)       | 47:55,3 | +7:52,4  |
| 71. | 88 | Lucie Charvátová                  | Česko                  | 7 (2+2+2+1)       | 47:56,9 | +7:54,0  |
| 72. | 40 | Darcie Mortonová                  | Austrálie              | 5 (2+0+1+2)       | 48:04,4 | +8:01,5  |
| 73. | 80 | Annija Sabuleová                  | Lotyšsko               | 3 (0+1+1+1)       | 48:23,1 | +8:20,2  |
| 74. | 69 | Elena Chirkovová                  | Rumunsko               | 4 (2+0+1+1)       | 48:27,9 | +8:25,0  |
| 75. | 71 | Rebecca Passlerová                | Itálie                 | 5 (0+1+2+2)       | 48:28,7 | +8:25,8  |
| 76. | 81 | Jung Ju-miová                     | Jižní Korea            | 4 (0+1+1+2)       | 48:48,9 | +8:46,0  |
| 77. | 51 | Ida Lienová                       | Norsko                 | 8 (0+3+1+4)       | 48:50,3 | +8:47,4  |
| 78. | 45 | Lena Repincová                    | Slovinsko              | 6 (2+1+0+3)       | 48:52,8 | +8:49,9  |
| 79. | 68 | Ko Eun-jung                       | Jižní Korea            | 4 (1+0+2+1)       | 49:06,4 | +9:03,5  |
| 80. | 74 | Zuzana Remenovová                 | Slovensko              | 5 (1+1+2+1)       | 49:09,7 | +9:06,8  |
| 81. | 58 | Andreea Mezdreová                 | Rumunsko               | 5 (0+1+3+1)       | 49:19,2 | +9:16,3  |
| 82. | 89 | Polina Yegorovová                 | Kazachstán             | 5 (1+1+1+2)       | 49:34,5 | +9:40,6  |
| 83. | 84 | Daria Gembicková                  | Polsko                 | 6 (2+1+0+3)       | 50:38,4 | +10:35,5 |
| 84. | 83 | Jackie Garsová                    | Spojené státy americké | 5 (1+2+2+0)       | 51:51,0 | +11:48,1 |
| 85. | 44 | Mária Remenováová                 | Slovensko              | 9 (3+1+3+2)       | 52:05,2 | +12:02,3 |
| 86. | 70 | Hikaru Fukudová                   | Japonsko               | 6 (0+2+1+3)       | 52:09,4 | +12:06,5 |
| 87. | 54 | Konstantina Charalampidouová      | Řecko                  | 5 (1+2+1+1)       | 53:13,5 | +13:10,6 |
| 88. | 42 | Alla Ghilenková                   | Moldavsko              | 9 (0+4+1+4)       | 53:18,8 | +13:15,9 |
| 89. | 90 | Hanna-Brita Kaasiková             | Estonsko               | 10 (2+2+2+4)      | 54:13,6 | +14:10,7 |
| 90. | 52 | Aoi Satová                        | Japonsko               | 11 (3+3+4+1)      | 54:21,6 | +14:18,7 |
| 91. | 48 | Tara Geraghty-Moatsová            | Spojené státy americké | 11 (3+2+3+3)      | 54:39,6 | +14:36,7 |
| DSQ | 17 | Tuuli Tomingasová                 | Estonsko               | DSQ               | DSQ     | DSQ      |
| Zdroj: (g) – obhájkyně vítězství, (y) – vedoucí závodnice hodnocení světového poháru, (r) – vedoucí závodnice disciplíny, (b) – nejlepší závodnice do 25 let |    |                                   |                        |                   |         |          |

Vysvětlivky
1. ↑  Tomingasová porušila bezpečnostní pravidla, když při střelbě měla šlápnout na poutko běžecké hole, aby měla lyže na podložce lepší přilnavost.'"`UNIQ--ref-00000020-QINU`"'